# Stará kopa (přírodní rezervace)
Stará kopa je přírodní rezervace v oblasti Poľana na Slovensku.
Nachází se v katastrálním území města Banská Bystrica v okrese Banská Bystrica v Banskobystrickém kraji,  na severozápadním úbočí vrchu Stará kopa. Území bylo vyhlášeno či novelizováno v roce 1997 na rozloze 4,5300 ha. Ochranné pásmo nebylo stanoveno.
Za přírodní rezervaci byla vyhlášena v roce 2007 a její rozloha je 45 300 m². Důvodem jejího vyhlášení bylo to, že jde o území s izolovaným výskytem dubu pýřitého (Quercus pubescens) a s hojným výskytem chráněných a ohrožených druhů rostlin a živočichů.